# 國道29號 (芬蘭)
國道29號（芬蘭語：Valtatie 29）是連接芬蘭凱明馬，沿波的尼亞灣岸往西，至與瑞典接壤的托爾尼奧的一條公路，全長16公里。是世上最北的高速公路。
大部分路段為歐洲E4和E8公路的一部分。